# Центрально-Чорноземна область
51°40′00″ пн. ш. 39°13′00″ сх. д. / 51.66666667° пн. ш. 39.21666667° сх. д.
Центрально-Чорноземна область (рос. Центрально-Чернозёмная область) — у 1928—1934 роках область (адміністративно-муніципальна одиниця першого рівня) Російської Радянської Федеративної Соціалістичної Республіки. Адміністративний центр — Воронеж. Створена 14 травня 1928 року. Розташовувалася у центрі Європейської частини СРСР. Її часто називають Центрально-Чорноземним регіоном. Ліквідована 13 червня 1934 року. Нині територія розділена між Воронезькою, Орловською, Курською, Бєлгородською, Липецькою та Тамбовською областями, а також незначною частиною Пензенської області. 
Значну частину області склали українські етнічні терени — Східна Слобожанщина.

## Історія
Створена 14 травня 1928 року Всеросійським центральним виконавчим комітетом. Територія області утворена шляхом об'єднання чотирьох губерній — Воронезької, Курської, Орловської та Тамбовської.
16 липня 1928 року Всеросійський центральний виконавчий комітет видав указ про поділ Центрально-Чорноземної області на одинадцять адміністративних районів (округів):
- Бєлгородський округ (адміністративний центр — Бєлгород);
- Борисоглєбський округ (Борисоглєбськ);
- Козловський округ (Козлов);
- Курський округ (Курськ);
- Льговський округ (Льгов);
- Орловський округ (Орел);
- Острогозький округ (Острогозьк);
- Розсошанський округ (Розсош);
- Тамбовський округ (Тамбов);
- Воронезький округ (Воронеж);
- Єлецький округ (Єлець).

30 липня 1928 року округи були додатково поділені на райони.
У 1929 році з міста Воронеж утворено спеціальну адміністративну одиницю, підпорядковану області, а Воронезький округ скасовано та розділено на Старооскольський та Усманський округи. 23 липня 1930 року округи скасовані, а райони стали безпосередньо підпорядковані обласній владі. Кількість районів значно скорочувалося.
Постановою Центрально-Чорноземного обласного виконавчого комітету від 20 серпня 1930 року місто Бєлгород, Борисоглєбськ, Єлець, Козлов, Курськ, Липецьк, Моршанськ, Орел, Тамбов виділені у самостійні адміністративно-господарські одиниці з підпорядкуванням безпосередньо Центрально-Чорноземному облвиконкому.
13 червня 1934 року Указом Всеросійського центрального виконавчого комітету область скасована. Її територія поділена між новоствореними Воронезькою та Курською областями.